# 둥펑 푸조-시트로엥
둥펑 푸조 시트로엥(프랑스어: Dongfeng Peugeot-Citroën)은 둥펑 자동차와 스텔란티스가 공동으로 소유한 중국의 합작 투자 회사이다. 후베이성의 수도인 우한시에 본사를 두고 있으며 중국 내에서 판매되는 푸조와 스트로엥의 차종을 주로 생산한다.

## 판매 수치
| 연도 | 생산 대수 |
| ---- | --------- |
| 1996 | 7,200     |
| 1997 | 28,000    |
| 1998 | 33,400    |
| 1999 | 44,300    |
| 2000 | 52,000    |
| 2001 | 53,200    |
| 2002 | 85,100    |
| 2003 | 103,100   |
| 2004 | 89,100    |
| 2005 | 140,400   |
| 2006 | 201,318   |
| 2007 | 207,500   |
| 2008 | 189,162   |
| 2009 | 272,000   |
| 2010 | 376,000   |
| 2011 | 404,437   |
| 2012 | 436,500   |
| 2013 | 550,500   |
| 2014 | 734,000   |
| 2015 | 719,000   |
| 2016 | 597,873   |
| 2017 | 377,547   |
| 2018 | 253,000   |
| 2019 | 113,600   |
| 2020 | 49,700    |
| 2021 | 100,600   |
| 2022 | 127,000   |

### 참조주
1. 1 2 3  2012~2014년 판매 수치는 DPCA 수치를 PSA의 다른 중국 합작법인인 창안 PSA의 수치와 혼동할 수 있다. 창안 PSA는 2015년 기준으로 연간 생산량이 20만대 였다. “PSA Peugeot Citroën in China (a PSA Press Kit)”. 《groupe-psa.com》. PSA Peugeot Citroën. April 2015. 2016년 6월 14일에 원본 문서에서 보존된 문서. 2017년 4월 9일에 확인함.